# Elbing (Kansas)
Elbing ist ein Ort im US-Bundesstaat Kansas, welcher von deutschen Einwanderern aus Elbing (Preußen) gegründet wurde. Das U.S. Census Bureau hat bei der Volkszählung 2020 eine Einwohnerzahl von 226 ermittelt. 
Heute hat Elbing 77 Gebäude mit 218 Einwohnern. Von diesen Einwohnern sind 108 Männer und 110 Frauen, 207 Weiße, 6 Afroamerikaner und 5 Mischlinge. In dieser Stadt leben keine Asiaten, keine Indianer und keine Ozeanier. 6 Personen sprechen Spanisch als Muttersprache. Die Stadt bedeckt eine Gesamtfläche von 0,4 km².
Das durchschnittliche Familieneinkommen liegt bei 49.375 US-Dollar.